# Meike Brattinger
Meike Brattinger (* 1996) ist eine deutsche Einradfahrerin, sie lebt in Pocking in Bayern. Ihren größten Erfolg hatte sie an der Unicon 2008 in Kopenhagen und der Unicon 2012 in Neuseeland, der Einradweltmeisterschaft.

## Karriere
In Kopenhagen belegte sie in der Disziplin Obstacle den zweiten Platz. Für die Disziplinen 800-Meter-Strecke, Obstacle (Hinderniskurs), Cross-Country in Neuseeland erreichte sie den ersten Platz. Sie belegte Platz 2 beim Uphill.

### Bestzeiten / Rekorde
| Disziplin | Zeit     |
| --------- | -------- |
| Obstacle  | 00:20:56 |
| 100 m     | 00:14:70 |
| 400 m     | 00:64:8  |
| 800 m     | 02:19:04 |